# Wilkowo Wielkie
Wilkowo Wielkie (deutsch Groß Wolfsdorf) ist der aufgehobene Name eines Dorfes, das bis 1988 bestand und jetzt in der Siedlung Drogosze (deutsch Dönhofstädt) aufgegangen ist. Die Ortsstelle liegt in der Landgemeinde Barciany (Barten) im Powiat Kętrzyński (Kreis Rastenburg) der polnischen Woiwodschaft Ermland-Masuren.

## Geographische Lage
Die Ortschaft liegt in der historischen Region Ostpreußen, etwa sieben Kilometer westlich von Barciany (Barten), 17 Kilometer nordwestlich von Kętrzyn (Rastenburg) und 68 Kilometer nordöstlich von Allenstein (Olsztyn).

## Geschichte
Das Dorf Groß Wolfsdorf wurde im Jahre 1361 gegründet. Sein Name leitet sich ab von dem Namen Wolffersdorff einer alten sächsischen Adelsfamilie aus dem Vogtland. Sie hatte zu Beginn des 14. Jahrhunderts das Land vom Deutschen Orden erhalten. Nach ihr war die Familie von Rautter auf Gut Groß Wolfsdorf ansässig.
Am 30. April 1874 wurde Groß Wolfsdorf mit sieben anderen Gemeinden bzw. Gutsbezirken in den neu errichteten Amtsbezirk Dönhofstädt im Landkreis Rastenburg im Regierungsbezirk Königsberg der preußischen Provinz Ostpreußen eingegliedert. Im Jahre 1910 zählte Groß Wolfsdorf 132 Einwohner.
1925 wurden Teile des Gutsbezirks Dönhofstädt und der Landgemeinde Paaris nach Groß Wolfsdorf umgemeindet. Am 30. September 1928 schließlich gab Groß Wolfsdorf seine Eigenständigkeit auf und schloss sich mit den Gutsbezirken Dönhofstädt (ohne Dönhofsstädter Wald), Karschau (nur Karschauer Wald und Ackerexklave) und Glittehnen (Waldexklave) zur neuen Landgemeinde Dönhofstädt (Drogosze) zusammen.
Gegen Ende des Zweiten Weltkriegs besetzte im Frühjahr 1945 die Rote Armee die Region. Im Sommer 1945 wurde Groß Wolfsdorf von der sowjetischen Besatzungsmacht gemäß dem Potsdamer Abkommen zusammen mit der südlichen Hälfte Ostpreußens unter polnische Verwaltung gestellt. Für Groß Wolfsdorf wurde die polnische Ortsbezeichnung Wilkowo Wielkie eingeführt. Soweit die Dorfbewohner nicht geflohen waren, wurden sie in der Folgezeit aus Groß Wolfsdorf vertrieben und durch zuwandernde Polen ersetzt.
Wilkowo Wielkie gehörte zur Woiwodschaft Olsztyn, als am 22. Dezember 1988 durch ministerielle Verfügung angeordnet wurde, den Namen „Wilkowo Wielkie“ aus der Dorfliste zu streichen und den Ort der Siedlung Drogosze zuzugliedern.

## Verkehr
Die Ortschaft ist über die Woiwodschaftsstraße 590 zu erreichen, die von Barciany (Barten) über Korsze (Korschen) und Reszel (Rößel) bis nach Biskupiec (Bischofsburg) führt.
In Wilkowo Wielkie endet eine Nebenstraße aus Richtung Winda (Wenden), und außerdem eine kurze Straßenverbindung von Drogosze (Dönhoffstädt) herkommend.
Die nächste Bahnstation ist Korsze (Korschen) an der Bahnstrecke von Posen nach Korsze, die bis zum Jahr 2000 weiter bis zur Stadt Schelesnodoroschny (Gerdauen) in der russischen Exklave Oblast Kaliningrad führte und in Drogosze die nächstliegende Bahnstation hatte.

## Kirche

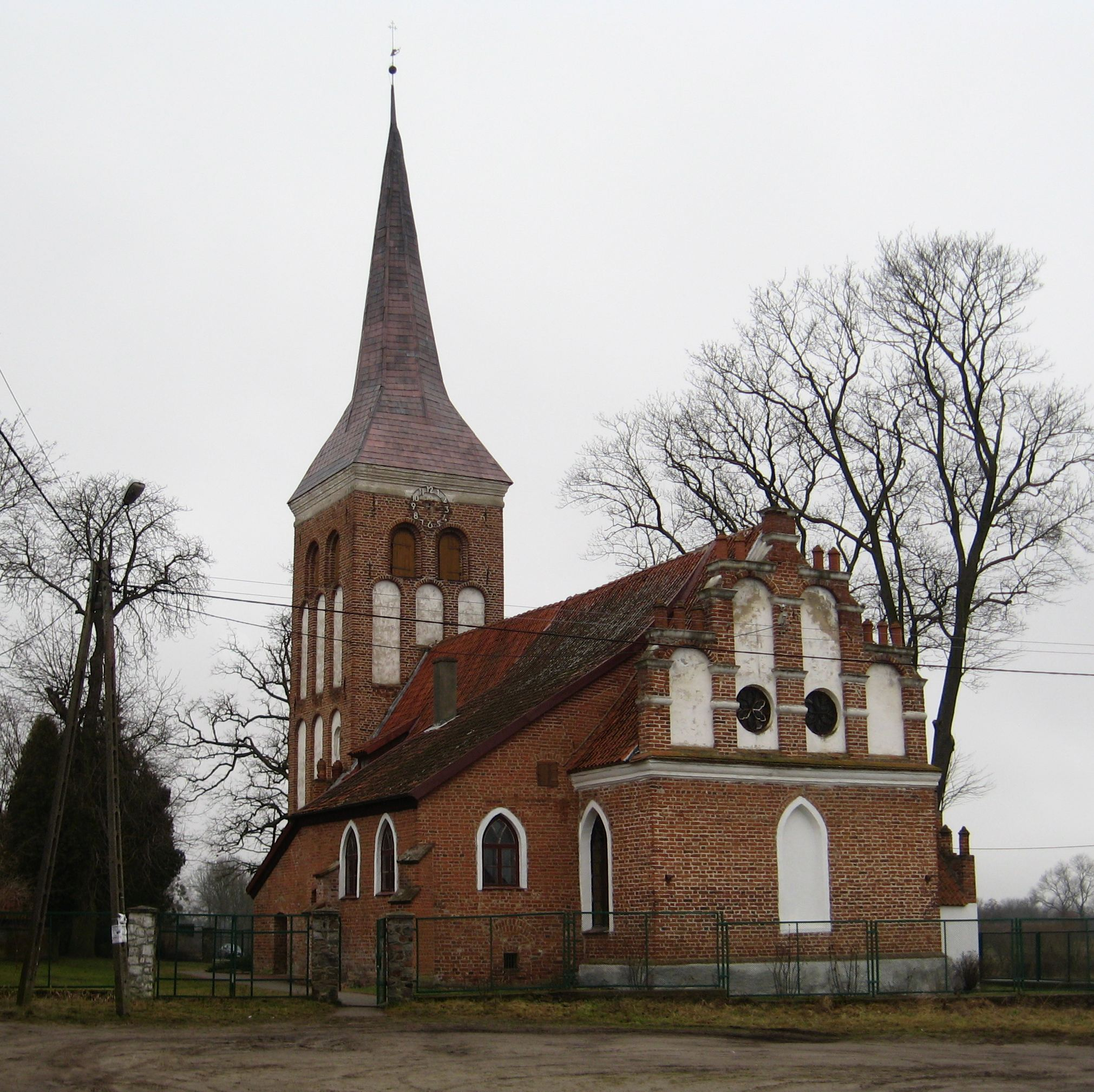
Evangelische Dorfkirche Groß Wolfsdorf, jetzt katholische Pfarrkirche Drogosze

Bereits in vorreformatorischer Zeit war Groß Wolfsdorf ein Kirchdorf. Es gehörte seit der Reformation von 1543 bis 1618 als Filialgemeinde zu Paaris. Danach war Groß Wolfsdorf bis 1945 ein Kirchspiel im Kirchenkreis Rastenburg (Kętrzyn) innerhalb der Kirchenprovinz Ostpreußen der Kirche der Altpreußischen Union, ab 1875 mit Dönhofstädt (polnisch Drogosze) unter einem Pfarramt verbunden, das seinen Sitz in Dönhofstädt (bisher reformierte Kirche) hatte.
Seit 1945 leben mehrheitlich katholische Bewohner in dem nun zu Drogosze gehörenden Wilkowo Wielkie. Es gehört nun zur Pfarrei Drogosze (Dönhofstädt) im Dekanat Reszel (Rößel) im Erzbistum Ermland der Katholischen Kirche in Polen. Hier wohnende evangelische Kirchenglieder sind in die Kirchengemeinde Barciany (Barten) eingepfarrt, die eine Filialgemeinde der Johanneskirche in Kętrzyn (Rastenburg) innerhalb der Diözese Masuren der Evangelisch-Augsburgischen Kirche in Polen ist.

## Persönlichkeiten
- Erhard Roß (* 20. Dezember 1877 in Groß Wolfsdorf), deutscher Historiker und Gymnasiallehrer in Königsberg i. Pr. († 1945)